# Cheilotrichia (Empeda) ochricauda
Cheilotrichia (Empeda) ochricauda is een tweevleugelige uit de familie steltmuggen (Limoniidae). De soort komt voor in het Neotropisch gebied.